# George Meade
George Gordon Meade (Cádiz (Spanje), 31 december 1815 – Philadelphia (Pennsylvania), 6 november 1872) was een Amerikaans legerofficier die als generaal in de Amerikaanse Burgeroorlog diende. Hij versloeg in de Slag bij Gettysburg de Geconfedereerde generaal Robert E. Lee.
Meade werd in Spanje geboren van Amerikaanse ouders en verhuisde met zijn familie na de dood van zijn vader in 1828 naar de Verenigde Staten. Hij studeerde aan de Militaire Academy van West Point alwaar hij in 1835 afstudeerde. Na een jaar in Florida te hebben gediend in de oorlog tegen de Seminole-indianen, nam hij ontslag uit het leger om daarna als ingenieur werkzaam te zijn. In 1842 trad hij wederom in het leger, nu als tweede luitenant.
Tijdens de Mexicaans-Amerikaanse Oorlog werd hij gepromoveerd tot eerste luitenant en na de oorlog was hij onder meer verantwoordelijk voor het ontwerpen van diverse vuurtorens. Bij aanvang van de Burgeroorlog had Meade de rang van Kapitein en kort na de start van de gevechten bracht hij het tot brigadier-generaal. Na aanvankelijk de verantwoordelijkheid over de verdediging van de hoofdstad Washington D.C. te hebben gehad, voegde hij zich in 1862 bij George McClellans Army of the Potomac. Meade vocht onder andere bij de Tweede Slag bij Bull Run en de Slag bij Antietam alwaar hij de 3e divisie van het 1e legerkorps aanvoerde. Meade werd na de Slag bij Fredericksburg gepromoveerd tot luitenant-generaal. In het voorjaar van 1863 vocht hij bij de Slag bij Chancellorsville waarna hij in conflict kwam met zijn bevelhebber, generaal Joseph Hooker, die hij te voorzichtig vond in zijn tactieken.

## Bevelhebber van deArmy of the Potomac

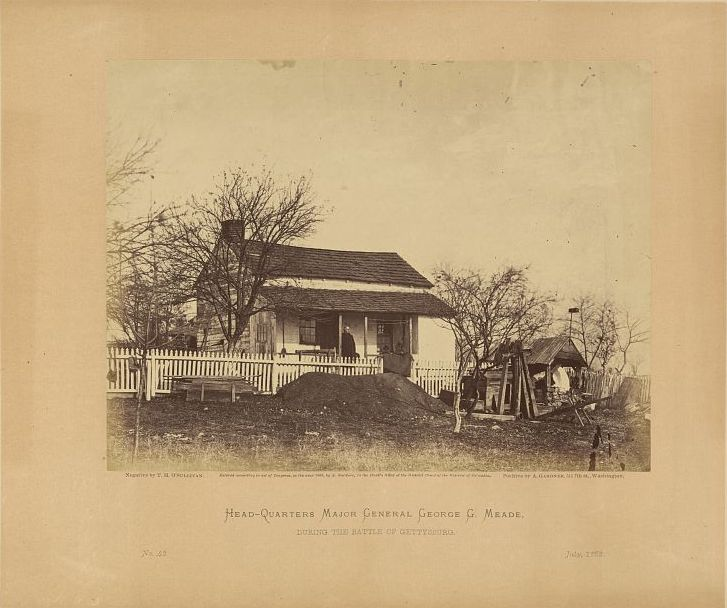
Meades hoofdkwartier in Gettysburg

In juni 1863 werd Hooker ontheven van zijn positie als bevelhebber van de Army of the Potomac en werd Meade door president Abraham Lincoln gekozen om Hooker te vervangen. Nog vrij onbekend met alle details omtrent de posities van het leger was het aan Meade om Lees invasie van Pennsylvania te keren. Op 1 juli begon de Slag om Gettysburg min of meer bij toeval toen een eenheid van het leger onverwachts Lees troepenmacht confronteerde. Na aanvankelijke tegenslagen positioneerde Meade zijn troepen zodanig dat zij de offensieve manoeuvres van Lee met succes bestreden. Na drie dagen strijd had Meade de terugtrekking van Lee geforceerd, hoewel hij door Lincoln en sommige van zijn naaste medewerkers in het leger werd bekritiseerd omdat hij niet de achtervolging op Lees troepen had ingezet. Desalniettemin werd hij gepromoveerd tot de rang van brigadier-generaal.
In maart 1864 werd Ulysses Simpson Grant benoemd tot opperbevelhebber van alle noordelijke strijdkrachten en werd Meade en zijn Army of the Potomac ondergeschikt gemaakt aan het gezag van Grant hetgeen soms tot conflict tussen beide generaals leidde. Meade was in de regel de meer timide generaal en hij maakte enkele belangrijke fouten tijdens de veldslagen van Cold Harbor en Petersburg.

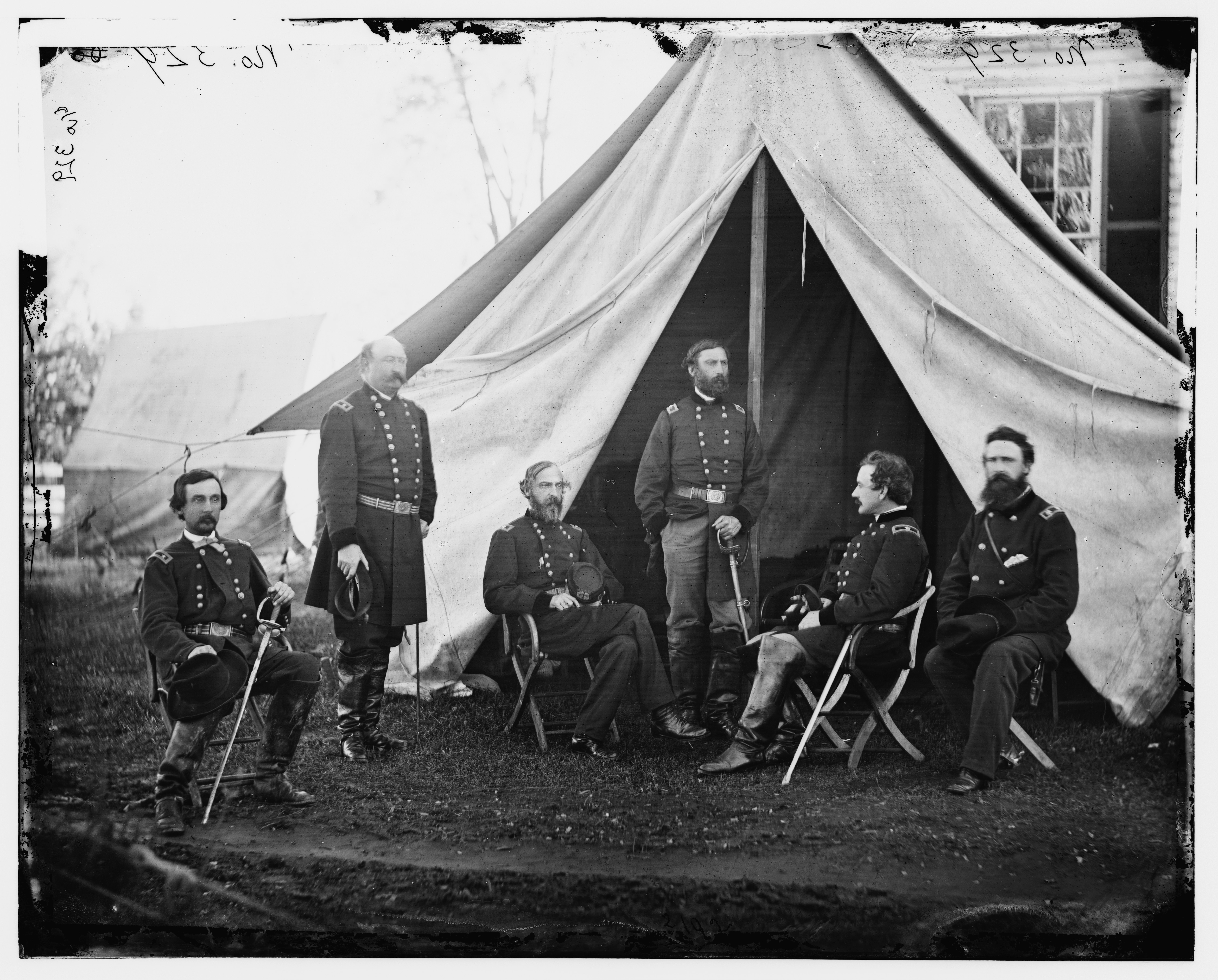
Generaal Meade en zijn staf

Niettemin droeg Grant Meade na de Slag bij Spotsylvania voor voor promotie tot de rang van generaal-majoor en aan het einde van de oorlog was Meade de op drie na hoogste generaal van de Amerikaanse strijdkrachten.

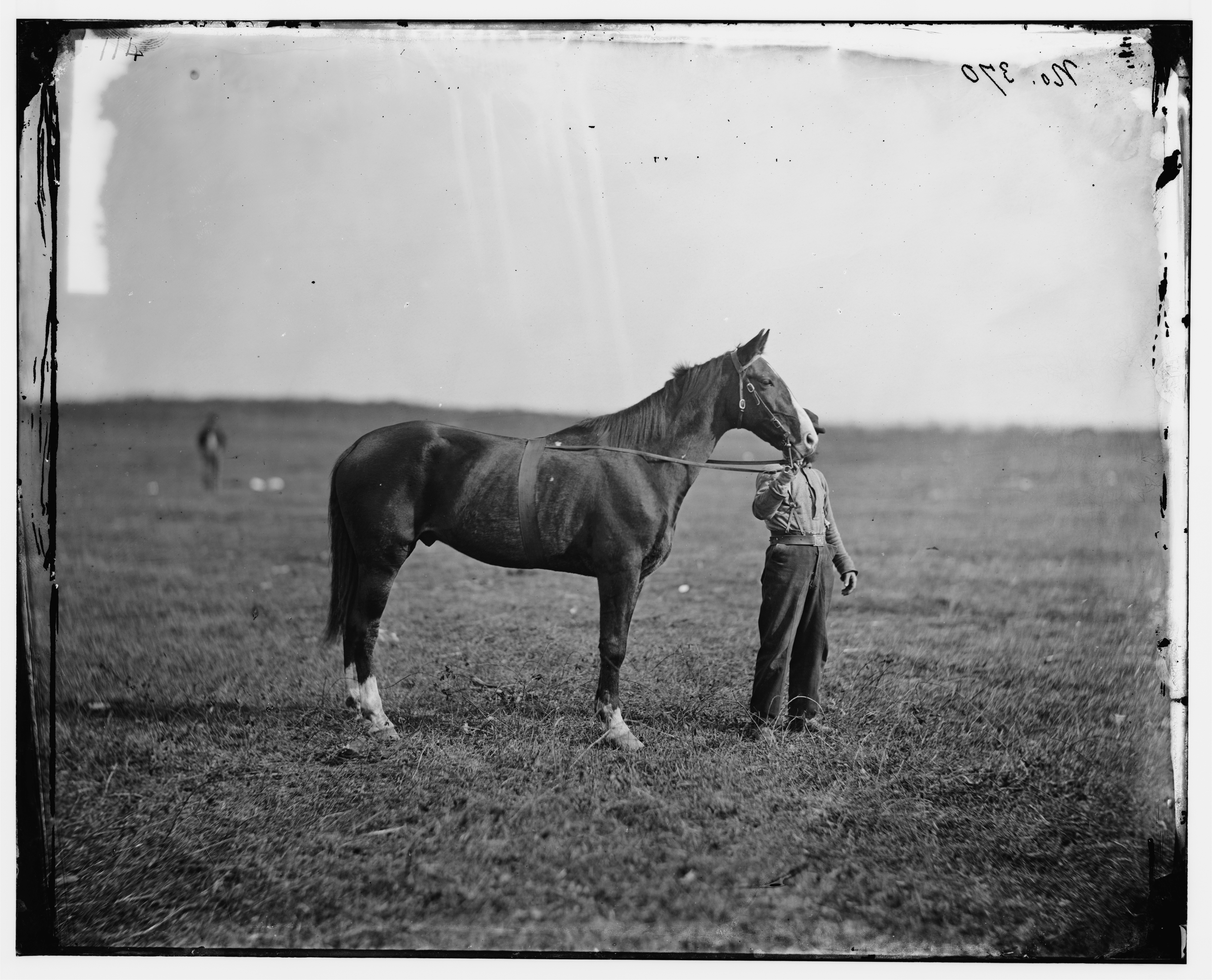
General Meades paard, Old Baldy

Na de oorlog hield Meade verscheidene posities in het leger, onder andere dat van bevelhebber van verschillende legerdivisies en, na 10 januari 1868, dat van gouverneur van het 3e militaire district in Atlanta alwaar hij het militaire gezag in Georgia en andere staten aanvoerde tijdens de Reconstruction.
Op 6 november 1872 overleed George Gordon Meade in Philadelphia.

## Militaire loopbaan
- Kadet: 1831
- Second lieutenant (USA): 1835[1]
- Brevet First Lieutenant:
- Ontslag USA: 1836[3]
- Captain der Topografie Engineers: 19 mei 1856[1][3]
- Brigadier General (USV): 31 augustus 1961[3]
- Major der Topografie Engineers: 18 juni 1862[3]
- Major General (USV): 29 november 1862[3]
- Brigadier General (USA): 3 juli 1863[3]
- Major General (USA): 18 augustus 1864[3]